# 沖繩尚學高等學校及附屬中學校
沖繩尚學高等學校及附屬中學校（日语：沖縄尚学高等学校・附属中学校／おきなわしょうがくこうとうがっこう・ふぞくちゅうがっこう）是一所位於日本沖繩縣那霸市國場地區的全日制完全中學。
該校棒球隊是沖繩縣內的棒球強校之一，曾多次成為沖繩縣代表於甲子園出賽，並曾先後在1999年及2008年的春季甲子園中獲得全國優勝。除了棒球外，該校在柔道、網球等項目也有優秀表現，網球部也曾在2015年的全國大賽中獲得團體女子優勝。

## 歷史
學校於美國治理琉球時期的1957年成立，由沖繩當地的企業家嘉數昇設立財團法人嘉數學園後所成立的高等學校，最初名為「沖繩高等學校」；1983年由於學校經營問題，沖繩當地的補教集團參與經營，因而更名為「沖繩尚學高等學校」，並在1986年增設附屬中學校。1991年也進一步自學校法人嘉數學園中獨立，改由學校法人尚學學園負責經營。
2019年，來自台灣的崔哲瑋曾成為該校棒球隊的主力選手參加第101屆全國高等學校棒球錦標賽。